# 艾瑞克·奇瑞庫
艾瑞克·奇瑞庫（英語：Eric Chiryoku），新加坡作曲家、钢琴家。 

## 生平
2005年，艾瑞克出版首張專輯《冬季物语》（Winter Story），《生命之春》（Spring of Life）緊隨其後於翌年出版。2012年，他出版《秋日之旅》（Autumn Journey），並於2015年以《夏日在我心中》（Summer in My Heart）完成四季系列。 
2013年11月，新加坡华纳音乐发行《三个季节的旅程》（Journey of 3 Seasons）合辑，收錄了從《冬季物语》、《生命之春》和《秋日之旅》三張專輯中精選出來的20首作品。

## 专辑发行
- 2005年：《冬季物语》
- 2006年：《生命之春》
- 2012年：《秋日之旅》
- 2013年：《三个季节的旅程》
- 2015年：《夏日在我心中》